# Іваненко Ірина Олександрівна
Іри́на Олекса́ндрівна Іваненко (нар. 8 листопада 1939, Харків — 24 березня 2002, Київ), українська архітекторка-реставраторка та мистецтвознавиця.

## Життєпис
1966 року закінчила Київський художній інститут.
Серед її основних архітектурних робіт:
- реставрація фортеці в Білгороді-Дністровському — 1970—1990 роки,
- комплексу Маріїнського палацу у Києві — 1982,
- Покровської церкви в Сулимівці Київської області — 1989,
- споруд Приморського бульвару в Одесі — 1991,
- Троїцької церкви в Диканьці, 1991,
- Лютеранської кірхи в Одесі — 1991,
- конкурсний проєкт Михайлівської церкви в Києві — проспект Миру, 1993-9.

Лауреатка Шевченківської премії 1983 року — під її керівництвом проведено історико-біографічні та натуральні дослідження комплексу Маріїнського палацу у Києві, які стали основою реставрації. Премія присуджена в колективі з А. Яворським, В. Глибченком, Л. Новиковим, В. Шклярем, А. Хабінським, Є. Куликовим — «за реставрацію пам'ятки архітектури XVII ст. — Маріїнського палацу в м. Києві».
Серед робіт:
- «Благоустрій території Маріїнського палацу в м. Києві в період реставрації 1979—1982 рр.» — спільно з Амелією М. Шамраєвою.